# 宮内秀樹
宮内 秀樹（みやうち ひでき、1962年〈昭和37年〉10月19日 - ）は、日本の政治家。自由民主党所属の衆議院議員（5期）、自由民主党副幹事長。
衆議院文部科学委員長、農林水産副大臣、国土交通大臣政務官を歴任。

## 来歴
愛媛県松山市生まれ。父は松山市役所の職員。松前町立岡田小学校、愛媛大学教育学部附属中学校、愛媛県立松山東高等学校卒業後、慶應義塾大学進学を志望するが叶わず、青山学院大学経営学部に入学。大学在学中は「音亭狂雀（おんてい・きょうじゃく）」の高座名で落語研究会に所属し、同会の第23代会長も務めた。大学4年次に自ら望んで留年し、アメリカ合衆国へ放浪の旅に出た。帰国後、塩崎潤衆議院議員の私邸に住み込み、秘書を務める。その後、塩崎潤の選挙区を引き継いだ長男・恭久の秘書や、自由民主党衆議院議員の渡辺具能の秘書を務めた。
2012年の第46回衆議院議員総選挙に、かつて秘書を務めた渡辺具能の選出選挙区だった福岡4区から自民党公認で出馬。日本維新の会新人の河野正美や、民主党から日本未来の党に鞍替えした古賀敬章らを破り、初当選した（河野は比例復活）。
2014年の第47回衆議院議員総選挙でも福岡4区から自民党公認で出馬し、再選。2015年、第3次安倍第1次改造内閣で国土交通大臣政務官に任命された。2016年1月7日、二階派に入会。
2017年、第48回衆議院議員総選挙に福岡4区から自民党公認で出馬し、3選。
2021年の第49回衆議院議員総選挙で4選。
2024年の第50回衆議院議員総選挙では、政治資金問題の影響で比例名簿非登載となる中、自民党の福岡県議会議員であった吉松源昭が無所属で立候補するなど、6人による乱戦となったが小選挙区で5選。同年11月15日、自由民主党副幹事長に就任。

## 人物

### 統一教会との関係
- 2018年9月14日、駐福岡韓国総領事館で開かれた公邸晩餐会に世界平和統一家庭連合（旧統一教会）の日本第5地区長の朴鍾泌とともに招かれ、朝鮮半島情勢などについて意見交換した。宮内、朴、総領事の3人で撮った記念写真が総領事館のホームページに掲載された[11]。
- 2019年4月7日、統一教会関連のイベント「ファミリーパワーフェスティバル青年3000名大会」が福岡県宗像市で開催。宮内は同大会に登壇し、挨拶した[12]。
- 2019年7月、統一教会の関連団体「九州平和大使協議会」が主催した会合「九州の未来戦略・海洋エネルギー・産業の展望」に出席し、挨拶した[13]。
- 2022年1月24日、統一教会の関連団体「天宙平和連合」と「世界平和国会議員連合」の共催による「THINK TANK 2022 第4回ILC国際ウェビナー」がソウルの国会図書館大講堂で開催。「日韓トンネル実現九州連絡協議会」会長の梶山千里[14]が出席した同イベントで宮内は祝辞を述べた[15][16]。

### 政治資金問題
- 2019～22年に二階派から受けた寄付金あわせて161万円を、自身が代表を務める資金管理団体の政治資金収支報告書に記載していなかった。不記載の161万円は東京の事務所に現金で保管していたという[17]。2024年7月8日、東京地検特捜部は政治資金規正法違反の疑いで告発されていた宮内を嫌疑不十分で不起訴処分とした[18][19]。

### その他
- 2020年、中央自動車道で中日本高速道路株式会社が進める耐震補強工事の手抜き工事事件をめぐり、施工を行った大島産業を庇い、トラブルの際は自ら国交省の担当者やNEXCO中日本の担当者を呼び出して話をするなどした、と週刊文春が報道した[20]。

- 2021年8月、西村康稔経済再生担当相が新型コロナウイルス対策をめぐり、お盆の時期の帰省などを控えるよう、呼びかけを徹底している中[21]、宮内はお盆休み中に選挙区へ里帰りし、地元有権者に「線香代」として100円を渡したことを、デイリー新潮が報道した[22]。『「線香代」を配ると公職選挙法に抵触するから、「線香」そのものを配るようになった。にもかかわらず、現金に戻したのだから意味が分からない。今回は100円とはいえ、公職選挙法に抵触するはずである』とデイリー新潮は報じた[23]。

## 政策・主張
- 9条を含む日本国憲法の改正に賛成[24]。
- 憲法への緊急事態条項の創設に賛成[24]。
- 参議院議員通常選挙で隣接する県を一つの選挙区にする「合区」をなくすための憲法改正に賛成[24]。
- 原子力発電について「当面は必要だが、将来的には廃止すべきだ」としている[24]。
- 日本の核武装について「将来にわたって検討すべきでない」としており、非核三原則の「持ち込ませず」の部分についても「議論する必要はない」としている[24]。
- カジノの解禁に賛成[24]。
- 女性宮家の創設に賛成[24]。
- 自民党における、2012年の第46回衆議院議員総選挙で初当選したいわゆる魔の2回生について「社会経験が少なくて政治の世界に入った人が多かったのではないか」と述べた[25]。なお、宮内自身も2012年に初当選している。
- 受動喫煙防止を目的とした健康増進法改正案に反対。
  - 2017年2月15日の厚生労働部会において、「たばこは合法的な嗜好品であり、担税品。地元の居酒屋では、この案はボコボコに評判が悪い。強権的に規制するのではなく、だんだん社会が理解した上で進めるのが社会的規制のあるべき姿だ」と主張した[26]。

## 所属団体・議員連盟
- 自民党たばこ議員連盟[27]
- 日本会議国会議員懇談会
- みんなで靖国神社に参拝する国会議員の会
- 日中友好議員連盟（幹事）[28]

## 選挙歴
| 当落 | 選挙                   | 執行日         | 年齢 | 選挙区      | 政党       | 得票数     | 得票率 | 定数 | 得票順位 /候補者数 | 政党内比例順位 /政党当選者数 |
| ---- | ---------------------- | -------------- | ---- | ----------- | ---------- | ---------- | ------ | ---- | ------------------ | ---------------------------- |
| 当   | 第46回衆議院議員総選挙 | 2012年12月16日 | 50   | 福岡県第4区 | 自由民主党 | 8万6039票  | 44.69% | 1    | 1/6                | /                            |
| 当   | 第47回衆議院議員総選挙 | 2014年12月14日 | 52   | 福岡県第4区 | 自由民主党 | 9万1222票  | 53.92% | 1    | 1/3                | /                            |
| 当   | 第48回衆議院議員総選挙 | 2017年10月22日 | 55   | 福岡県第4区 | 自由民主党 | 10万4726票 | 55.56% | 1    | 1/3                | /                            |
| 当   | 第49回衆議院議員総選挙 | 2021年10月31日 | 59   | 福岡県第4区 | 自由民主党 | 9万6023票  | 49.42% | 1    | 1/4                | /                            |
| 当   | 第50回衆議院議員総選挙 | 2024年10月27日 | 62   | 福岡県第4区 | 自由民主党 | 6万8585票  | 33.57% | 1    | 1/6                | /                            |